# Stockfish
Stockfish is een gratis en opensource schaakengine, beschikbaar voor verschillende desktop- en mobiele platforms. Het kan in schaaksoftware worden gebruikt via de Universal Chess Interface.
Stockfish staat consequent bovenaan in de meeste beoordelingslijsten voor schaakengines en is sinds oktober 2022 de sterkste CPU-schaakengine ter wereld. De geschatte ELO-rating is 3642. Het heeft het Top Chess Engine Championship 13 keer gewonnen en het Computer Chess Championship van Chess.com 19 keer.
Stockfish is ontwikkeld door Marco Costalba, Joona Kiiski, Gary Linscott, Tord Romstad, Stéphane Nicolet, Stefan Geschwentner en Joost VandeVondele, met veel bijdragen van een community van opensourceontwikkelaars. Het is afgeleid van Glaurung, een opensource-engine van Tord Romstad die in 2004 werd uitgebracht.

## Functies
Stockfish kan tot 1024 CPU-threads gebruiken in systemen met meerdere processors. De maximale grootte van de omzettingstabel is 32 TB. Stockfish implementeert een geavanceerde alfa-bèta-zoekopdracht en gebruikt bitboards. In vergelijking met andere programma's wordt het gekenmerkt door zijn grote zoekdiepte, deels als gevolg van agressiever snoeien en reducties van latere zetten.
Stockfish is een erg populaire engine op verschillende platforms. Op desktops is het de standaard schaakengine die wordt meegeleverd met de Internet Chess Club-interfaceprogramma's BlitzIn en Dasher. Op mobiele platformen is het gebundeld met de Stockfish-app, SmallFish en Droidfish. Andere Stockfish-compatibele grafische gebruikersinterfaces (GUI's) zijn Fritz, Arena, Stockfish voor Mac en PyChess. Stockfish kan worden gecompileerd naar WebAssembly of JavaScript, waardoor het in de browser kan worden uitgevoerd. Zowel chess.com als Lichess bieden Stockfish in deze vorm naast een server-side programma. Release- en ontwikkelingsversies zijn beschikbaar als C++- broncode en als voorgecompileerde versies voor Microsoft Windows, macOS, Linux 32-bit/64-bit en Android.